# Pizza Margherita

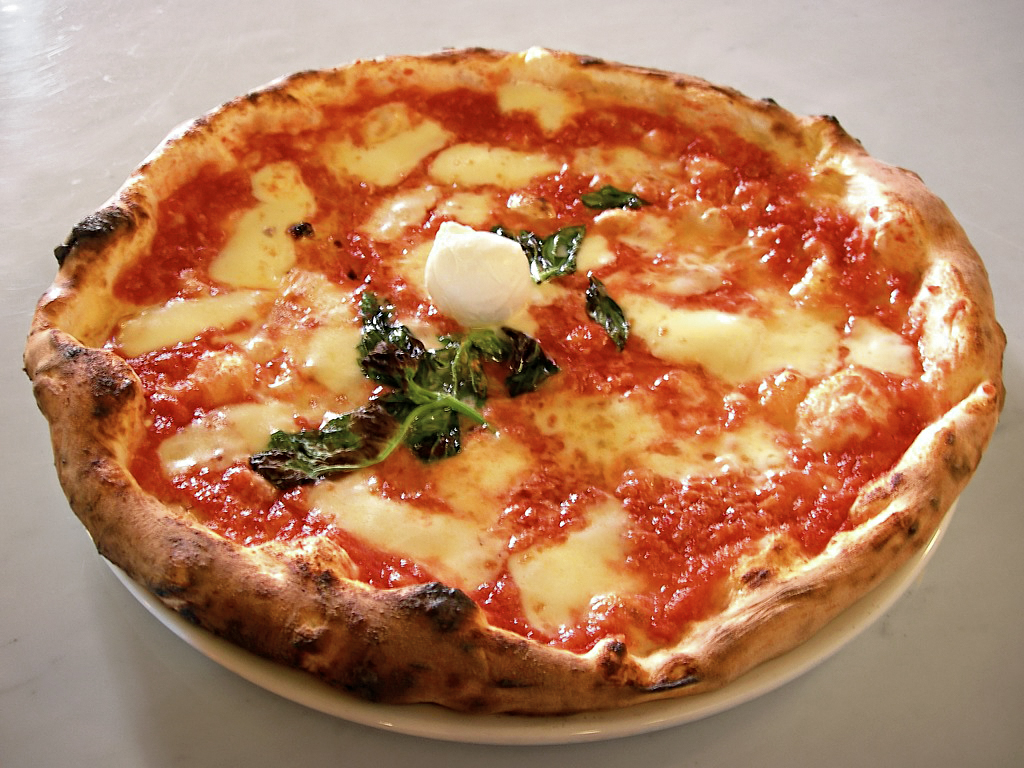
Margherita

A margherita ou marguerita é um tipo de pizza tradicional de Nápoles, na Itália.

## História
Criada no ano de 1889 pelo pizzaiolo Rafaelle Esposito, para homenagear a rainha Margarida de Saboia por ter encontrado solução em um momento histórico importante, devolvendo água potável para os italianos de Nápoles.
Sem água, não se podia nem fazer pizza e por isso a pizza leva o nome da Rainha. Os ingredientes usados foram escolhidos de forma que as cores fizessem referência à bandeira da Itália: branco representado pela mozarela Fior di Latte, verde pelo manjericão e vermelho pelo molho de tomates (a pizza original não leva tomate em sua composição, como foi adotada pelo mundo, a tradição italiana é com o molho de tomate apenas).